# Colecciones de Pinturas del Estado de Baviera

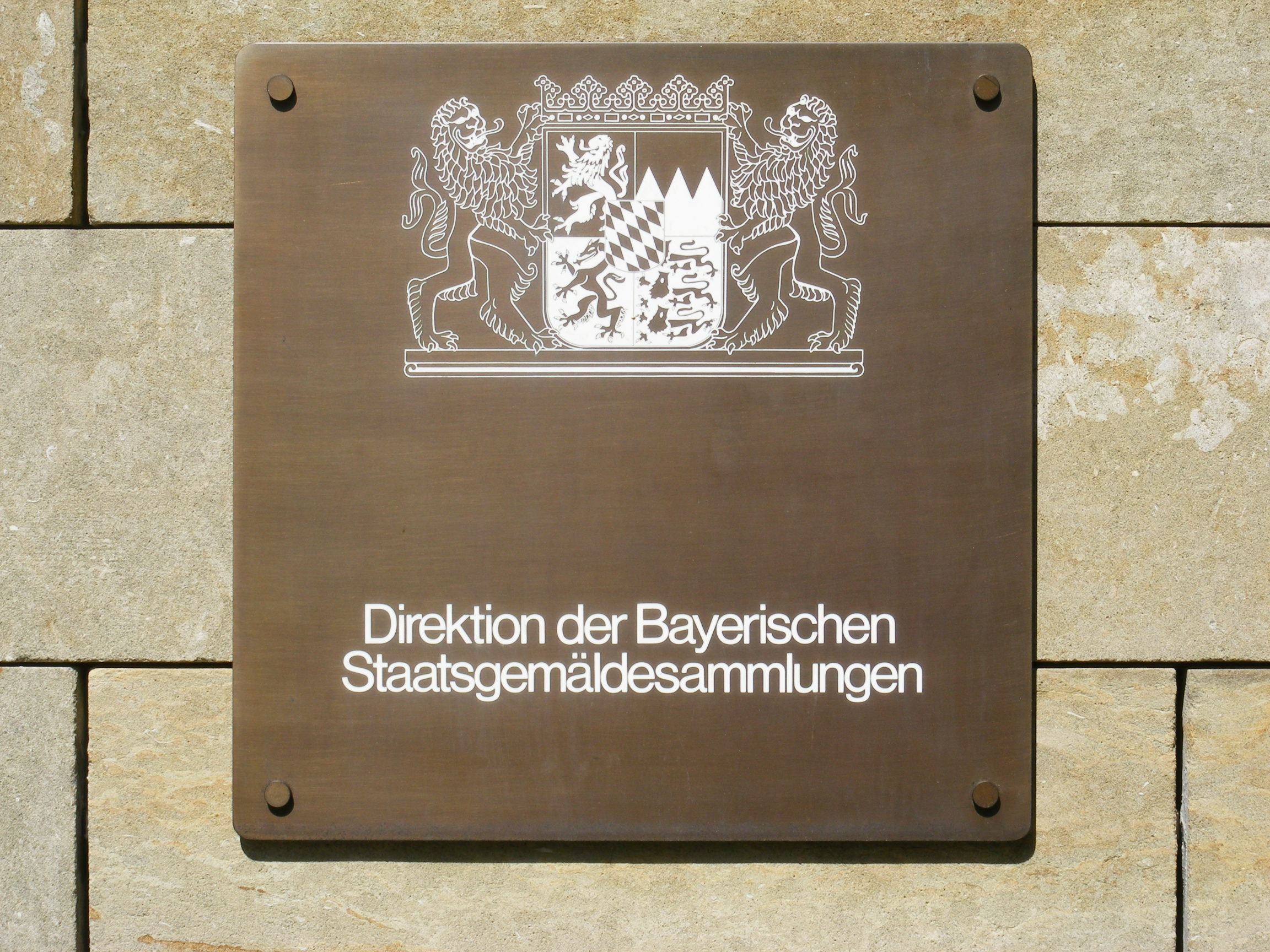
Direktion der Bayerischen Staatsgemäldesammlungen
(Colecciones de Pinturas del Estado de Baviera)

Las Colecciones de Pinturas del Estado de Baviera (en alemán: Bayerische Staatsgemäldesammlungen), con sede en Múnich, es un organismo público que supervisa las colecciones de obras de arte ubicadas en el Estado Libre de Baviera. Fueron creadas en 1799 como Centralgemäldegaleriedirektion. Entre las obras de arte se incluyen pinturas, esculturas, grabados, fotografías, videoarte o instalaciones artísticas. Algunas piezas son exhibidas en numerosas galerías y museos de toda Baviera.

## Colecciones de Pinturas en Múnich
- Pinacoteca Antigua de Múnich (Alte Pinakothek)
- Neue Pinakothek
- Pinakothek der Moderne
- Schackgalerie
- Museo Brandhorst

## Colecciones de Pinturas fuera de Múnich
- Ansbach | Galería Estatal
- Aschaffenburg | Galería Estatal en el Palacio de Johannisburg
- Augsburgo | Galería Estatal en Katharinenkirche
- Augsburgo | Galería Estatal en Glaspalast
- Bamberg | Galería Estatal
- Bayreuth | Galería Estatal en el Nuevo Palacio
- Burghausen | Galería Estatal en el Castillo de Burghausen
- Füssen | Galería Estatal en el Castillo Alto
- Neuburg an der Donau | Galería Estatal en el Palacio de Neoburgo
- Ottobeuren | Galería Estatal en la Abadía Benedictina
- Palacio de Schleißheim | Galería Estatal
- Tegernsee | Museo Olaf-Gulbransson
- Wurzburgo | Galería Estatal en la Residencia de Wurzburgo

## Saqueo nazi
En 2016, los herederos de Alfred Flechtheim, un ciudadano de origen judío alemán comerciante y coleccionista de arte, entablaron una demanda contra el estado alemán de Baviera argumentando su propiedad sobre obras de arte confiscadas. Las autoridades se han negado a devolverles las obras de arte que los herederos dicen que fueron saqueadas por las tropas nazis antes de la Segunda Guerra Mundial.